# Lydia Lipkowska
Lydia Lipkowska (en russe : Лидия Яковлевна Липковская, Lidia Yakovlevna Lipkovskaïa, en roumain : Lidia Lipkovskaia, en ukrainien : Лідія Яківна Липковська, Lidiya Yakivna Lypkovs'ka), née le 10 mai 1884 à Babine, dans le gouvernement de Bessarabie (Empire russe) et morte le 22 mars 1958 à Beyrouth (Liban) est une chanteuse d'opéra et de lieder (soprano) et professeure de chant.
Sa voix peut être écoutée sur l'album d'anthologie The Record of Singing Volume II (1914-1925) - Les chants russes et révolutionnaires.

## Biographie

### Jeunesse et formation
Lydia Lipkowska est née à Babine, dans l'ouïezd de Khotyn, gouvernement de Bessarabie, dans l'Empire russe, elle a trois sœurs et quatre frères. Son père Yakov Ivanovitch Lipkovsky est passionné de musique, il joue du violon et organise une chorale d'enfants. Elle commence à chanter à l'âge de cinq ans. Dès l'âge de 12 ans, elle chante dans la chorale de l'église, à partir de 14 ans, elle participe à des concerts de charité. Elle va dans une école primaire rurale. Puis elle entre au lycée de jeunes filles Mariinskaya à Kamianets-Podilsky. À l'âge de 17 ans, alors qu'elle étude en dernière année de lycée, elle épouse un étudiant de la faculté des langues orientales de l'Université impériale de Saint-Pétersbourg, Christopher Marşner. Le couple part pour Saint-Pétersbourg, où leur fille d'Ariane est née. Deux ans plus tard, Lipkowska quitte son mari, qui s’oppose à son désir d’apprendre à chanter.

### Débuts
En 1903, Lydia Marchner devient étudiante au Conservatoire de Saint-Pétersbourg dans la classe vocale de Natalia Iretskaïa où elle étudie gratuitement. La deuxième année, elle fait ses débuts sous son nom de jeune fille dans l’opéra privé de Nikolaï Figner, le 4 janvier 1904. Lipkovskaïa remplace une chanteuse malade et interprète brillamment le rôle de Gilda dans Rigoletto sans répétition. Beaucoup de journaux décrivent ce succès, ils notent l'excellente coloratura, les moyens d'expression, la musicalité et le goût noble de la jeune chanteuse. Sa professeure Iretskaïa rend hommage au chant de l'élève, mais pour ses débuts à la scène non autorisés , elle est renvoyée. Après un certain temps, Lipkovskaïa est autorisée à retourner au conservatoire. Une deuxième fois, elle désobéit à l'enseignante et, à l'invitation de Nikolaï Rimski-Korsakov, chante sur une scène privée le rôle éponyme de son opéra Snégourotchka (La Demoiselle des neiges).

### Carrière

#### Théâtre Mariinsky et Théâtre Bolchoï
Elle est engagée au Théâtre Mariinsky de 1906 à 1908.
Sa carrière professionnelle commence sur la scène du théâtre Mariinsky , où elle est reçue le 1er mai 1906 après avoir été diplômée du conservatoire. Son premier rôle est Gilda dans Rigoletto. Puis elle reprend le répertoire de Yevgeniya Mravina récemment partie de Mariinsky : Olympia des Contes d'Hoffman, Zerlina de Don Juan, Rosina du Barbier de Séville. Selon un rapport du directeur des théâtres impériaux Vladimir Teliakovski, elle est tenue de prendre des cours de chant de son ancienne professeure Natalia Iretskaïa et de comédie d'Andreï Petrovski. Un an plus tard, le théâtre envoie Lipkowska auprès du chef d'orchestre de la Scala de Milan, Vittorio Maria Vanzo, pour l'étude de la technique du chant italien.
Lydia Lipkowska maîtrise sa voix à la perfection, ce qui lui permet de jouer brillamment les rôles les plus difficiles. Elle concurrence facilement le violon et la flûte. Même dans le registre le plus élevé, elle couvre trois octaves, sa voix ne perd pas sa douceur et sa mélodie. Le public exigeant du théâtre impérial ne bronche pas et Lipkowska  est rapidement considérée comme l'une des meilleures coloraturas.
En septembre 1907, elle se produit pour la première fois avec Fédor Chaliapine dans Lakmé de Delibes. Le 17 novembre 1907, son partenaire dans le même opéra est Leonid Sobinov. Nikolaï Figner l'invite à interpréter le rôle de Juliette de Roméo et Juliette lors de ses adieux le 28 décembre 1907. Des applaudissements et des bouquets de accompagnent le spectacle. Toute la noblesse de Saint-Pétersbourg et les artistes bohèmes sont présents, ses parents du chanteur sont invités.
En janvier 1908, elle se produit pour la première fois sur la scène du théâtre Bolchoï dans Rigoletto et Lakmé. Le public de Moscou la salue cordialement, mais les critiques réagissent avec retenue.
Après son retour à Saint-Pétersbourg, elle joue le rôle de Valencienne dans l'opérette de Franz Lehár, La Veuve joyeuse au théâtre Mariinsky, le 2 février 1908.

#### Paris, Londres
Elle reçoit une invitation pour participer aux tournées des Ballets russes, dirigés par Serge de Diaghilev, à Paris, en 1909, où son partenaire de scène Fédor Chaliapine fait ses preuves. Lydia Lipkowska chante sur la scène du Théâtre du Châtelet dans Rouslan et Ludmila et dans la première à Paris de La Pskovitaine, le 27 mai ,.
Elle chante à l'Opéra-Comique, Lakmé  le 23 juin 1909 et La Traviata, le 25 juin. Cela lui vaut une série d'ovations enthousiastes :
« La voix de Mme Lydia Lipkowska est égale et pure, elle égrène des notes qui semblent émaner d'un violon. On sent dans l'émission des sons une technique sûre et complète en même temps qu'un charme naïf et natif oui feraient douter que tout cela ne soit appris si on ne savait quelle force de volonté, quelle somme de travail il faut à une chanteuse pour qu'elle puisse obtenir une place dans le firmament artistique si clairsemé et si recherché »
— Jean Delion, Comoedia.
« La voix de la Lipkowska est d'une vaste étendue et passe du soprano grave au soprano léger avec une facilité vraiment surprenante, une science d'une rare perfection et une intelligence tout à fait hors de pair. La belle cantatrice russe n'est Russe que de nationalité. Son art est universel. Il appartient donc à toutes les écoles, mais surtout et particulièrement à celle qui crée les grandes chanteuses »
— Ferdinand Depierre, Le Gaulois.
 Elle chante aussi Manon à l'Opéra-Comique en 1909. Massenet assiste à la représentation; après le spectacle, il tient à apporter lui-même ses félicitations. Au cours de la même année, Massenet retouche pour elle tout le rôle de Thaïs.
Elle chante le rôle de Susanne lors de la première à Covent Garden du Il segreto di Susanna d'Ermanno Wolf-Ferrari en 1909.

#### Metropolitan Opera
Elle est membre du Metropolitan Opera de New York à partir de 1909 jusqu'en 1911. Lipkowska débute au Met dans le rôle de Violetta dans La traviata, le 18 novembre 1909, avec Caruso dans le rôle d'Alfredo. Elle chante comme artiste invitée par la Compagnie de l'Opéra de Boston (en) en 1909, et la Chicago Grand Opera Company en 1910. A  Boston, Lipkowska est honorée par The Lenox Hotel (en), qui a mis sur son menu la coupe Lydia et le soufflé aux fraises à La Lipkowska. Elle demande à un juge de prononcer une injonction à l'encontre de cette hôtel, affirmant que « les éléments du menu blessant sa réputation et la ridiculisaient. »,.
Elle participe à une assemblée féministe en 1910 et harangue les personnes présentes, en trois langues différentes, en faveur du suffrage universel et déclare qu’« elle aime mieux parler en public, dans les réunions populaires, pour les revendications des droits de la femme, que tous les applaudissements d’une salle enthousiasmée ».
En 1912, Lipkowska accuse le gangster de New York, Sam Schepps (en), de refuser de rendre deux diamants d’une valeur de 80 000 dollars qu’elle lui avait laissés en gage. Elle a emprunté 12 000 $ à Schepps en laissant ses diamants en gage et qu’il voulait 5 000 $ d’intérêt avant de rendre les bijoux.

#### Saint-Pétersbourg et tournées internationales.
Elle est engagée à nouveau au Théâtre Mariinsky de 1911 à 1913.
Elle tourne avec succès dans de nombreuses villes : Moscou, Kiev, Odessa, Berlin, Vienne, Budapest,
En 1911, elle fait ses débuts à la Royal Opera House à Londres en tant que Mimi, dans La Bohème de Puccini qu'elle chante aussi à l'Opéra-Comique le 16 mai 1911.
En 1913, elle chante Rigoletto à Monte-Carlo ; A Paris au Théâtre des Champs-Élysées, Lucia di Lammermoor et Le Barbier de Séville en avril-mai ; à L'Opéra Hamlet en avril avec Georges Baklanoff ; Rigoletto, en juin, remarquée pour son contre-mi naturel.
En octobre 1913, elle chante sur la scène de La maison du peuple de Nicolas II de Saint-Pétersbourg . Le 12 novembre de la même année, elle donne un concert de charité en faveur de l’orphelinat.
En février 1914, à Monte-Carlo, Lipkowska participe à l'opéra de Rameau, Les Fêtes d'Hébé, mis en scène par Raoul Gunsbourg après un hiatus de deux cents ans.
Lipkowska est soliste du théâtre du Conservatoire de Pétrograd (ex-Saint-Pétersbourg) de 1914 à 1915, le 20 septembre 1914, avec l'autorisation du Ministère de la cour impériale, elle organise une représentation au bénéfice des soldats blessés.

### Émigration

Lydia Lipkowska, illustration de Music News, 1921

En 1919, elle quitte Pétrograd pour Odessa où elle reste jusqu'en avril; de là, elle s'enfuit avec sa sœur Aldenna vers Constantinople avec l'aide du lieutenant de cavalerie Pierre Bodin de l'Armée française d'Orient, avec qui elle se marie en septembre 1919 à Paris.
Lydia Lipkowska chante à l'Opéra de Paris, Rigoletto, le 4 août 1919, Faust, Roméo et Juliette le 10 octobre et le rôle d’Ophélie d'Hamlet le 27 octobre et Il barbiere di Siviglia en italien au Théâtre-Lyrique à Paris, le 14 novembre 1919.
Elle vit d'abord en France avec l'aide du mécène Alexandre Mantachev. Serge de Diaghilev l'invite de nouveau à prendre part aux représentations des Ballets russes.
En septembre 1920, Lipkowska chante Gilda dans Rigoletto avec la Compagnie de l'Opéra de Saint-Charles (en) à Manhattan.
Puis en 1920 à Chișinău, elle enseigne dans des conservatoires privés ; En 1924-1927, à Bucarest où elle chante aussi à l'opéra.
Dans les années 1920-1930, elle se produit dans des pays d'Europe et d'Amérique. Elle chante La Veuve joyeuse en 1921 à Broadway. Une tournée à Harbin en 1922 est un triomphe. À Paris en 1927, elle chante le rôle de Marfa de La Fiancée du tsar au Théâtre des Champs-Élysées et Lakmé à l'Opéra-comique le 26 mai.
De novembre 1927 à mai 1929, elle fait des tournées de concerts et d'opéras en URSS, elle chante dans 160 concerts.
En 1933-1936, elle se produit à Bucarest, Berlin, Paris. Le 12 décembre 1936, elle donne un concert en Palestine. Après la tournée parisienne, elle passe l'été dans son  pays d'origine et décide d'y revenir.
En 1936, est organisé son concert d'adieu au théâtre de Chisinau. Elle déménage à Bucarest. En 1937, elle revient  à Chisinau , où elle habite jusqu'en 1940. Au cours de cette période, de 1931 à 1940, elle enseigne le chant au conservatoire privé « Unirea » et au conservatoire municipal ; En 1940-1941, dans le tout nouveau Conservatoire d'État de Moldavie à Chișinău. Parmi les étudiants de Lipkowska , l'artiste moldave Tamara Ceban (d) , le chanteur et compositeur Alexei Stârcea, la soliste du théâtre Pouchkine Anna Daskal, la prima donna de l'opéra de Bucarest Lidia Babici (d)  et la soprano Virginia Zeani.
L'actrice quitte la scène en 1941 après avoir joué à Odessa sous l'occupation roumaine pendant la Seconde Guerre mondiale. Elle s'installe à Bucarest en 1943. À partir de 1948, elle enseigne au conservatoire de Timișoara. En 1950, elle s'installe à Paris pour se rapprocher de sa fille. Le 19 mai 1951 en France, il y a un concert avec la participation de Lipkowska, le ténor Jean Filion, le pianiste John Pennink et Irina Ivtchenko, le pianiste K. Liška. En 1952, elle enseigne à Paris,
En 1953, Lipkowska est  invitée au poste de directrice du Conservatoire de Beyrouth, où vit sa sœur à l’époque. Lipkovskaïa ne peut bientôt plus travailler à cause de sa santé et passe les dernières années de sa vie dans le besoin et l’oubli.
Elle meurt à Beyrouth à l'âge de 75 ans, le 22 mars 1958. Elle est enterrée dans un cimetière orthodoxe dans le quartier de Hamra, à Beyrouth-Ouest (Liban)
Pendant une partie de sa vie, elle a été mariée au baryton Georges Baklanoff.

## Répertoire
Opéra
- Mimi - " La Bohème " de Puccini ,
- Elema - "I Mori di Valenza" de Ponchielli ,
- Ophélie - " Hamlet " de Thomas ,
- Zerlina - " Don Giovanni " de Mozart ,
- Norina - " Don Pasquale " de Donizetti ,
- Tatiana - " Eugene Onegin " de Tchaïkovski ,
- Leila - " Les Pêcheurs de perles" de Bizet ,
- Mikaela - " Carmen " de Bizet,
- Lakme - " Lakmé " de Delibes ,
- Adina - " L'elisir d'amore " de Donizetti,
- Lucia - " Lucia di Lammermoor " de Donizetti,
- Rachel - " Mademoiselle Fifi" de César Cui ,
- Pannochka - " Nuit de mai " de Rimski-Korsakov ,
- Manon - " Manon " de Massenet ,
- Eurydice - " Orpheus et Eurydice " de Gluck ,
- Nedda - " Pagliacci " de Leoncavallo ,
- Hebe - " Les Fêtes d'Hébé "  de Rameau , opéra-ballet,
- Olga - "La Pskovitaine " de Rimsky-Korsakov,
- Gilda - " Rigoletto " Verdi , son premier rôle sur la scène privée et au théâtre Mariinsky,
- Juliette - " Roméo et Juliette " de Gounod ,
- Lyudmila - " Rouslan et Ludmila " de Glinka ,
- Volkhov - " Sadko"  de Rimsky-Korsakov,
- Rosina - "Le Barbier de Séville " de Rossini ,
- Suzanne - " Il segreto di Susanna  "de  Wolf-Ferrari ,
- Princess Swan - "Le Conte du tsar Saltan" de Rimski-Korsakov,
- Olympia - "Les Contes d'Hoffmann " d'Offenbach ,
- La Demoiselle des neiges de Rimski-Korsakov.
- Amina - " La sonnambula " de Bellini ,
- Thais - " Thaïs " de Massenet,
- Margarita - " Faust " de Gounod,
- Marfa - " La Fiancée du tsar " de Rimsky-Korsakov.

Opérette
- Valentine - " Veuve joyeuse " Lehar

## Enregistrements
1. Chanteurs russes exceptionnels du passé [Enregistrement sonore]: [airs et scènes en Russie et à l'étranger. opéras, romances. Compos., Rus. b. chanson]. Abonnement - Moscou: Melody, 1965 (Aprelevka: Aprelevka zd grp.)., 3 gr. [GOST 5289-61]., (Chanteurs exceptionnels du passé, série 1). Des archives provenant des fonds de WASH et de la collection de IF Boyarsky. Commentaires dans adj. Stockage: Gr B / 313;
- N. Rimsky-Korsakov; Aria Snegurochki: de l'opéra Snégourotchka; interprété par L. Lipkovskaya, soprano.

2. Lydia Lipkovskaya, soprano [Enregistrement sonore] / [toutes les œuvres] ont été jouées par L. Lipkovskaya, soprano; M. Dulov, pianoforte; Orchestre Gramophone Compane Ltd; [auth. commentaires sur la conv.] Yu. Perepelkin. - Moscou: Melody, 1985 (Moscow Experimental Zd-Gramzapis). - 1 gr. [GOST 5289-80]. - (arts du spectacle). WASH. Archives de 1912-1914. Stockage: Gr B-1/728 (10);
- G. Rossini: Cavatine de Rosina: du 1er acte de "Le Barbier de Séville"; Cavatine de Semiramis: du 1er acte "Semiramis";
- L. Delibes: Valse: extrait du ballet "Coppelia"; Pizzicato: du ballet "Sylvia";
- N. Rimsky-Korsakov: Arietta Snegurochki: du premier acte  de l'opéra Snégourotchka; Scène de la fonte: du quatrième acte de l'opéra "La Demoiselle des neiges"; Aria de Martha: du 2e acte de "La Fiancée du tsar";  Aria de Martha : du 4e  acte de "La Fiançée du tsar" ;
- P. Tchaïkovski: Ariosa Iolanthe: de l'opéra "Iolanta";

A. Dargomyzhsky - A. Delvig: Seize ans.
3. Lydia Lipkovskaya, soprano, Georges Baklanoff, baryton [Enregistrement] / [tous mfr.] AL : interprété par Lipkovskaya, soprano, G. Baklanoff, baryton ; M. Dulov, pianoforte; Orchestre Gramophone Company Ltd ; [auth. commentaires sur la conv.] Yu. Perepelkin. - Moscou : Melody, 1985 (Leningrad: Leningrad zd grp.). - 1 gr. [GOST 5289-80]. - (arts du spectacle). WASH. Archives de 1912-1914. Stockage: Gr B-1/728 (11);
- G. Verdi : Aria Gilda: du 1er acte de  "Rigoletto"
- S. Gounod : Valse de Juliette : du premier acte de "Roméo et Juliette"
- A. Thomas : Duo d'Ophélie et Hamlet : du 1er acte d'"Hamlet" ; exécuté. G. Baklanov, baryton.
- J. Puccini : l'histoire de Mimi : du 1er acte de "La Bohème"; Aria Tosca: du 2e acte de "Tosca"
- R. Schumann - J. von Eichendorf : La nuit du printemps: op. 39 n ° 2
- R. Schumann - G. Heine : Et les roses et les lis: op. 42 n ° 3; [toutes les œuvres] par L. Lipkovskaya, soprano; M. Dulov, pianoforte ; Orchestra Gramophone Compane Ltd[25].